# Гарланд (Тексас)
Гарланд (на английски: Garland) е град в щата Тексас, САЩ. Гарланд е с население от 238 002 жители (по приблизителна оценка от 2017 г.) и площ от 147,9 кв. км. Получава статут на град през 1891 г. Намира се в окръг Далас в североизточната част на щата в часова зона UTC-6, а лятната му часова зона е UTC-5. Разположен е на 168 м н.в.